# Dolores (opera)
Dolores è un dramma lirico in quattro atti, composto da Salvatore Auteri Manzocchi su libretto dello zio del compositore, Michele Auteri Pomàr. 

## Personaggi
| Personaggio |                                                             |
| ----------- | ----------------------------------------------------------- |
| Dolores     | nobile dama spagnuola                                       |
| Fulco       | vecchio idalgo, marito di Dolores, che cela il proprio nome |
| Lia         | Giovinetta figlia di Dolores e di Fulco                     |
| Manfredi    | principe italiano                                           |
| Ildebrando  | giovinetto fratello di Manfredi                             |
| Eremita     | nobile spagnuolo di nome Gualtiero                          |
| Ubaldo      | scudiero di Manfredi                                        |

## Trama

### Atto primo
L'azione si svolge in un primo tempo nella sala d'armi nel castello di Manfredi all'ora del tramonto. Fulco è preoccupato per la scomparsa della donna amata, ma la figlia Lia lo tranquillizza. Arriva il principe Ildebrando che ricorda con Lia i tempi spensierati in cui giocavano sulla spiaggia. Arriva Manfredi, fratello di Ildebrando, seguito da dame e cavalieri e iniziano i festeggiamenti. Manfredi apprende che un soldato è stato ucciso nella foresta e senza farsi vedere lascia il castello per andare nel luogo dell'agguato; incontra così dei banditi che lo feriscono gravemente e stanno quasi per ucciderlo quando si sente una voce dalla montagna e compare una donna misteriosa che fa scappare i malfattori e salva Manfredi con una pozione miracolosa. 

### Atto secondo
Ildebrando teme che Manfredi sia innamorato di Lia, che anche lui ama. annuncia quindi di partire per la Palestina. Nella foresta la donna misteriosa, Dolores, racconta la sua storia a un eremita. Di nobile famiglia spagnola, aveva sposato un suddito di Pietro di Castiglia il Crudele. Avendo appreso che Il marito aveva ucciso i suoi parenti, stava per fuggire quando in una rivolta popolare era stato bruciato il suo castello e vi erano morti il marito e la figlia. Lei si era messa in salvo grazie all'aiuto di un servitore. Racconta infine di essersi innamorata di Manfredi, l'uomo che ha salvato. L'eremita le rivela di essere Gualtiero, il figlio di un amico del padre della donna e le consiglia di andare al castello di Manfredi, anche lui innamorato della donna misteriosa che lo aveva salvato.

### Atto terzo
Al castello si stanno per svolgere le nozze di Ildebrando con Lia e di Manfredi con Dolores, incontra Fulco e riconosce il marito. L'eremita consiglia a Fulco di non rivelare di essere stato sposo di Dolores, ma Fulco confessa di aver rapito Lia ancora bambina, ma mostrando pentimento viene perdonato. 

### Atto quarto
Dolores è sconvolta e incontra Fulco che le chiede di fuggire con lui, ma lei ha bevuto un veleno. Fulco tenta di uccidersi, Dolores torna accando a Manfredi per l'ultimo saluto e muore accanto a lui.

## Fortuna dell'opera
Per la composizione di Dolores Salvatore Auteri Manzocchi ha utilizzato parte delle musiche utilizzate per l'opera Marcellina he non era mai stata rappresenta. Dolores è stata pubblicata da Francesco Lucca nel 1876, ma la notizia dell'acquisizione dell'opera compare nella rivista "Boccherini" del 31 luglio 1873: "Un contratto che fa molto onore alla casa editrice Lucca, è quello di avere acquistata un'opera nuova del giovane maestro Salvatore Auteri Manzocchi. Questa porta il titolo Dolores [...]. Il M. Auteri ha trovato nella signora Giovannina Lucca un vero mecenate perché tra le condizioni, tutte a favore dell'autore, avvi quella specialissima della rappresentazione dell'opera stessa in Milano, a tutte spese della casa Lucca e col patto espresso di avere per primo soprano, la celebre Galletti, per la quale fu composta". La prima rappresentazione però avvenne a Firenze presso il Teatro della Pergola il 23 febbraio 1875 proprio con Isabella Galletti Gianoli come protagonista, con il tenore Augusto Rampini Boncori, le cantanti Ida Cristofani, Ferni, Brogi e il basso Zezevich col direttore d'orchestra Teodulo Mabeliini, . A Milano fu proposta al Teatro Dal Verme pochi mesi dopo, nel giugno successivo. Seguirono le rappresentazioni a Palermo e Firenze; seguì la messainscena a Roma al Teatro Apollo, dove l'impresario Vincenzo Jacovacci dovette superare una serie di difficoltà. per il difficile accordo con Isabella Galletti Gianoli, la cui presenza fu confermata solo nel dicembre 1875. Il 12 ottobre 1876 fu rappresentata al Teatro Comunale di Bologna sempre con Isabella Galletti Gianoli come protagonista; Augusto Brogi era Fulco; A. Gabrini Lia; Antonio Rossetti Manfredi; Carolina Castiglioni Ildebrando; A. Silvestri L’eremita. Nel 1881 fu rappresentata a Cagliari con successo con Virginia Garulli, Marianna Delnobolo e Pietro Pasquali tra gli interpreti.

## Rappresentazioni
| Data       | Luogo                         | Rappresentazione |
| ---------- | ----------------------------- | ---------------- |
| 23/02/1875 | Firenze, Teatro della Pergola | prima assoluta   |
| 06/1875    | Milano, Teatro Dal Verme      |                  |
| 1875       | Palermo, Teatro Politeama     |                  |
| 1875       | Correggio                     |                  |
| 1876       | Firenze, Teatro Pagliano      |                  |
| carn. 1876 | Roma, Teatro Apollo           |                  |
| 12/10/1876 | Bologna, Teatro Comunale      |                  |
| 24/02/1877 | Torino, Teatro Regio          |                  |
| 1879       | Milano, Teatro alla Scala     |                  |
| 1880       | Roma, Teatro Argentina        |                  |
| 1880       | Napoli, Circo Nazionale       |                  |
| 1881       | Cagliari, Teatro Comunale     |                  |
| carn. 1885 | Como, Teatro Sociale          |                  |
| 1911       | Milano                        |                  |